# Softwaresystem
Ein Softwaresystem ist eine Verbindung von miteinander kommunizierenden Komponenten (Bausteinen) auf Softwarebasis, die das Zusammenwirken von Teilen eines Computersystems (eine Kombination aus Hardware und Software) ermöglichen.
Es besteht aus einer Reihe von separaten Hauptprogrammen, Unterprogrammen und Konfigurationsdateien (Module), die zur Einrichtung von Programmen (welche die Struktur des Systems ermöglichen) sowie einer Anwender-Dokumentation (die erklärt wie das System zu benutzen ist) notwendig sind.
Während ein Computerprogramm eine Vielzahl von Anweisungen (Quellen- oder Objektcodes) beinhaltet, verfügt ein Softwaresystem über weitere Komponenten wie zum Beispiel Spezifikationen, Testergebnisse, Endbenutzer-Dokumentationen und Instandhaltung.

## Begriffsbestimmung
Der Begriff „Softwaresystem“ darf mit den gängigen Begriffen „Computerprogramm“ und „Software“ nicht gleichgesetzt werden.
Der Begriff Computerprogramm bezieht sich allgemein auf einen Satz von Instruktionen, die eine bestimmte Aufgabe ausführen. Der Begriff Softwaresystem hingegen bezeichnet ein umfassenderes Konzept mit vielen weiteren Komponenten.
Die Verwendung des Begriffs Softwaresystem wird im Zusammenhang mit Software Engineering genutzt bzw. auf dem Gebiet der Softwarearchitektur verwendet.

## Betrachtungsweisen
Aus Sicht des programmiertechnischen Aspektes besteht ein Softwaresystem aus dem Zusammenwirken von Hauptprogrammen und Unterprogrammen, aus deren Gemeinsamkeit sich ein Lösungsansatz für bestehende Probleme ergibt.
Betrachtet man jedoch das Softwaresystem aus dem Blickwinkel eines Entwurfes (Konzept), besteht dieses aus mehreren Modulen, die bei einer Teilung nach dem Trennungsprinzip entstehen.